# Charmosyna palmarum
Charmosyna palmarum là một loài chim trong họ Psittacidae.